# Орден Трудового Червоного Прапора
Орден Трудового Червоного Прапора (рос. Орден Трудового Красного Знамени, спочатку також писався в називному відмінку: орден «Трудовий Червоний Прапор») вручався за великі трудові заслуги перед СРСР і суспільством в галузі виробництва, науки, культури, літератури, мистецтва, народної освіти, охорони здоров'я, у державній, суспільній та іншій сферах трудової діяльності.
Орденом нагороджували:
- громадян СРСР;
- підприємства, об'єднання, установи, організації;
- союзні й автономні республіки, краї, області, автономні області автономні округи, райони, міста й інші населені пункти;
- могли бути нагороджені й особи, що не є громадянами СРСР, а також підприємства, установи, організації, населені пункти іноземних держав.

Першими в 1928 р. цю нагороду отримали авіамеханіки В. Федотов і М. Квятковський — рятувальники дирижабля «Італія», що зазнав аварії неподалік Шпіцбергена.
Орден за № 377 став першою урядовою нагородою жінки — трактористки Паші Ангеліної.

## Галерея

Орден на марках СРСР
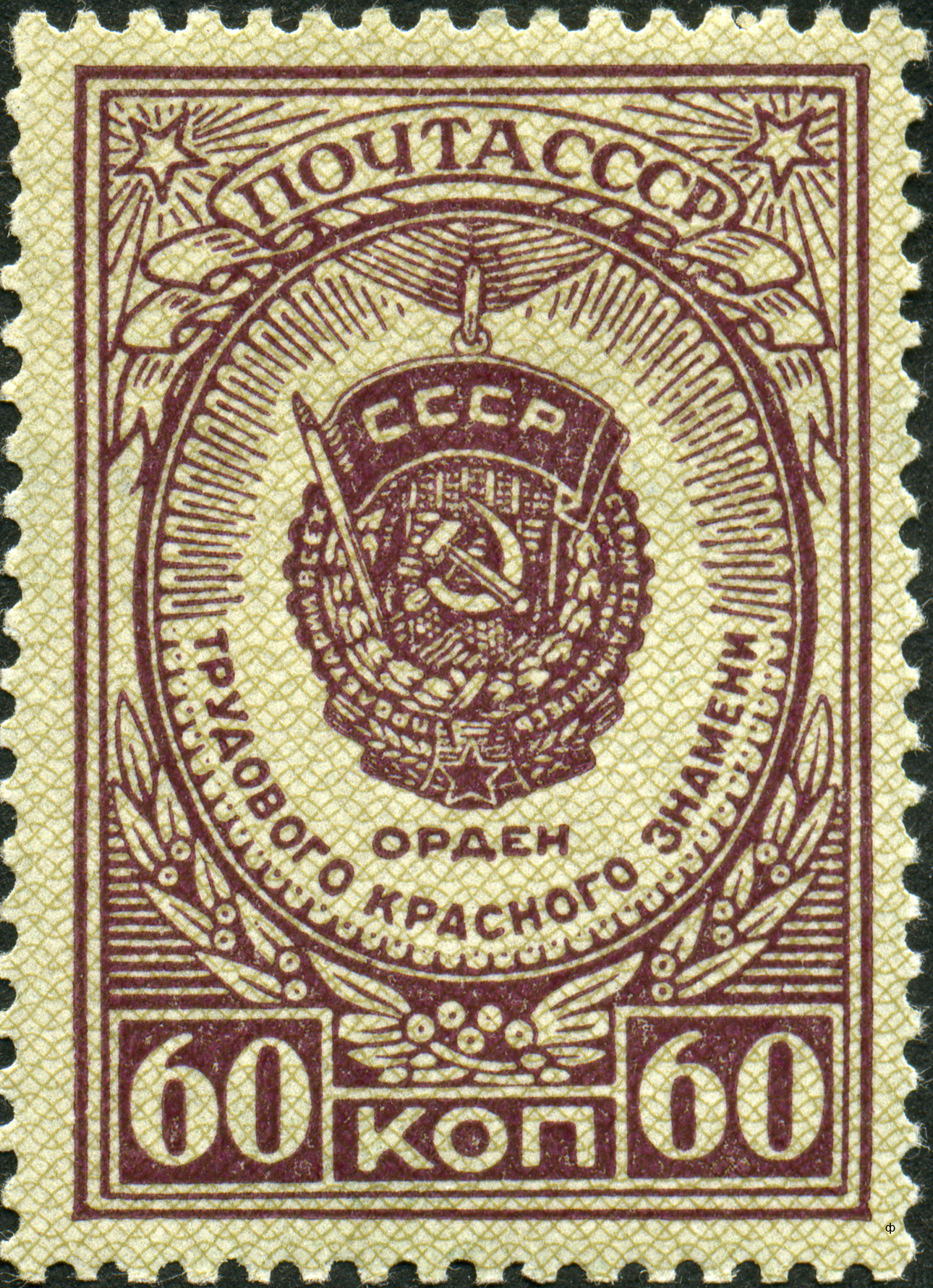
Марка СРСР, 1946 р.
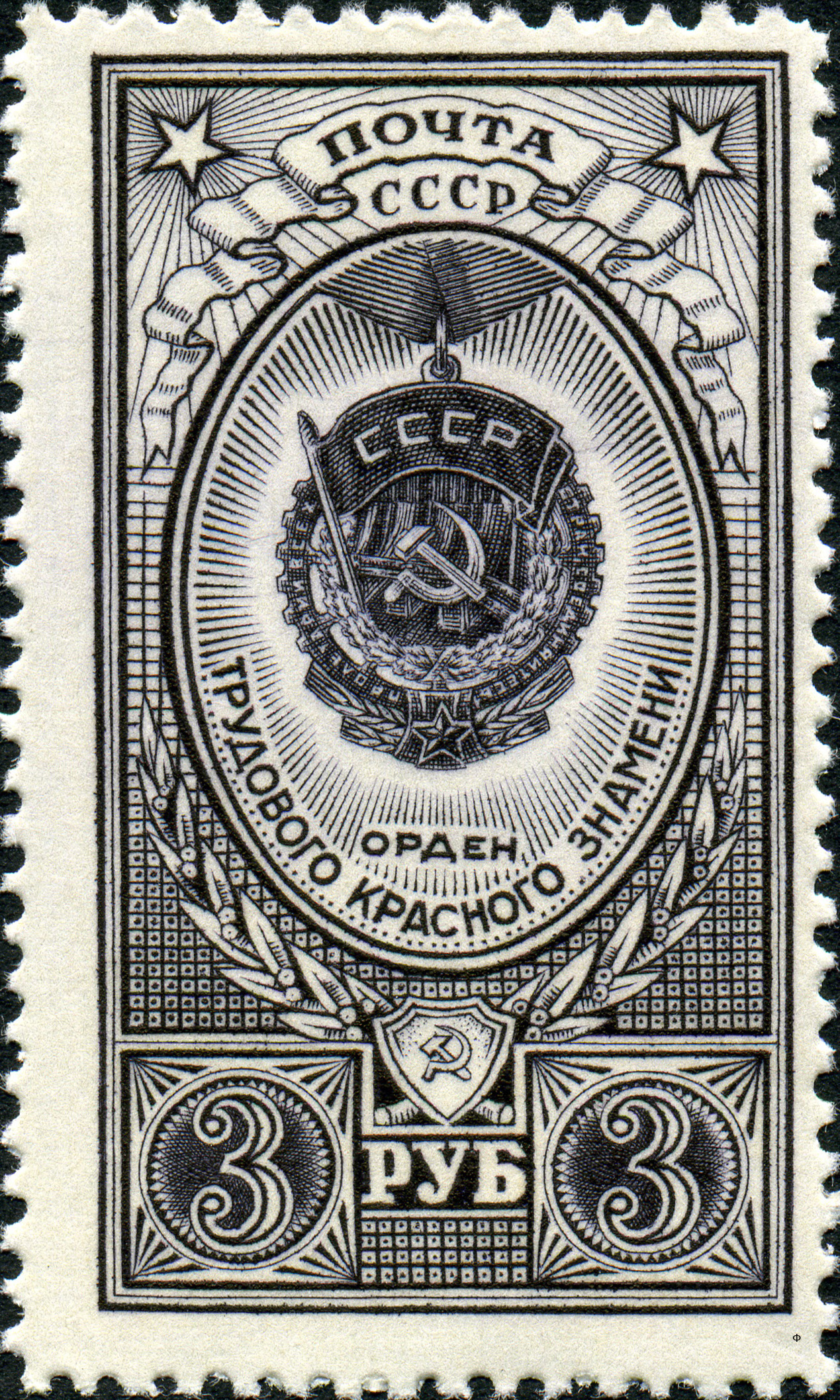
Марка СРСР, 1952 р.